# Gwangjang-dong
Gwangjang-dong (koreanska: 광장동) är en stadsdel i Sydkoreas huvudstad Seoul. Den ligger på norra sidan Hanfloden i stadsdistriktet Gwangjin-gu.